# Abdallah ben Fayçal Al Saoud
Abdallah ben Fayçal Al Saoud (arabe : عبد الله بن فيصل بن تركي بن عبد الله بن سعود آل سعود), né en 1951 à Taëf (Arabie saoudite), est un diplomate et homme d'affaires saoudien, membre de la famille royale al Saoud.
Entre octobre 2015 et avril 2017, il est ambassadeur d'Arabie saoudite aux États-Unis.

## Biographie

### Jeunesse et études
La mère d'Abdallah ben Fayçal, Loulou bint Abdulaziz, est la sœur des Sept Soudayri. Son père est Fayçal ben Turki ben Abdallah Al Saoud. Il a six frères et sœurs dont il est l'aîné. Abdallah ben Fayçal est le neveu du roi d’Arabie saoudite Salmane ben Abdelaziz Al Saoud et est donc le cousin germain de Mohammed ben Salmane Al Saoud. Il fait partie de la seconde génération du clan Soudayri par sa mère,,.
Le prince Abdallah reçoit une éducation au collège et au lycée en Arabie saoudite avant de continuer ses études supérieures d'ingénieur au Royaume-Uni.

### Carrière
Abdallah ben Fayçal commence sa carrière à la Commission royale pour Al-Jubayl et Yanbu immédiatement après sa création en 1975. En 1985, il en devient secrétaire général par intérim, puis secrétaire général en 1987, et président en 1991. Il occupe aussi les postes de chef de la direction de la commission et président du conseil d'administration.
Il est nommé gouverneur de l'Autorité générale des investissements saoudiens (SAGIA) avec le rang de ministre en avril 2000. Au cours de son mandat, le Royaume délivre plus de 2 000 licences commerciales étrangères, d'une valeur estimée à 15 milliards de dollars. Il tente sans succès de faire admettre l'Arabie Saoudite à l'Organisation mondiale du commerce. Il soutient fermement les politiques libérales et la privatisation de l'économie saoudienne. Il démissionne de ce poste en 2004.
À partir de 2006, il devient président de la joint-venture Saudi-Italian Development Company (SIDCO).
En octobre 2015, le prince Abdallah est nommé ambassadeur de l'Arabie saoudite aux États-Unis, succédant ainsi à Adel al-Joubeir à ce poste,. Le 23 avril 2017, le prince Khaled ben Salmane ben Abdelaziz lui succède à ce poste.

### Vie privée
Abdallah ben Fayçal est marié et a quatre enfants : Turki, Salmane, Elanoude et Sarah,.